# Demona
(Demona)
Dèmona (in originale Demona) è una dei due antagonisti principali della serie televisiva a cartoni animati Gargoyles - Il risveglio degli eroi realizzata dalla Disney e andata in onda dal 1994 al 1997.
In italiano è doppiato da Emanuela Rossi.

## Caratteristiche del personaggio
Assieme a David Xanatos, una dei nemici principali della serie è contraddistinta da un odio profondo per la razza umana che la porterà a bramarne la distruzione. Dèmona prova questo odio fin da giovane, seppur in forma minore, ha sempre considerato gli umani come gli usurpatori; la Scozia era dei gargoyle, i quali vivevano liberi prima che gli umani vi costruissero i loro castelli e vi si insediassero. La gargoyle non ha mai visto di buon occhio il fatto che i suoi antenati si fossero sottomessi a tale assedio invece di respingerlo, e perciò non le è mai andata a genio l'alleanza tra umani e gargoyle secondo la quale le creature devono aiutarli a difendere i loro castelli. Tuttavia sotto il regno di Malcolm (amico dei gargoyle) adempirà al suo compito senza problemi e quasi inizierà a piacergli, ma alla morte di questo salirà al potere la di lui figlia Catherine, la quale smorfiosa e razzista, tratterà sempre con disprezzo le creature nonostante il loro aiuto. Non potendone più dei soprusi degli umani organizzerà con il capo delle guardie il famoso piano che darà inizio alle vicende narrate; sarà il fallimento del suo piano, la morte del suo amato e lo sterminio del suo clan a indurirle definitivamente il cuore nei confronti degli umani. In seguito vivendo per secoli i suoi sentimenti di disprezzo cresceranno osservando come gli uomini hanno rovinato il mondo.
In gioventù era dolce, sensibile, gentile e dai nobili valori morali, seppur avversa agli umani. Furono queste qualità che fecero sì che Golia se ne innamorasse; tuttavia dopo lo sterminio del suo clan il suo cuore si indurì e divenne più fredda, spietata, sinistra, temuta, vendicativa e misantropica; pur mantenendo le qualità avute in gioventù, tuttavia forgiata e consumata dalle esperienze avute negli anni tende ora a non mostrare le sue fragilità interiori poiché a suo modo di pensare, l'unico modo per sopravvivere è mostrarsi sempre più forte di chiunque altro. Dagli anni Dèmona ha imparato a tradire, mentire e complottare, e non si accorge che il suo comportamento verso gli umani rassomiglia sempre di più a quello che loro avevano verso i gargoyle. Ogni tanto però, Dèmona mostra ancora i suoi vecchi modi confortevoli e apprensivi, sebbene spesso siano solo un modo per ingannare il nemico. Dèmona è anche molto orgogliosa e leale in battaglia, non usa mai trucchi quando si tratta di combattere ed è convinta che una vittoria sul campo ottenuta imbrogliando non sia davvero tale.
In passato l'amore provato per Golia era un sentimento sincero e passionale (forse una delle relazioni più tenere viste in tutta la serie), il guerriero fu il primo amore della gargoyle nonché l'unico vero. Nonostante la gargoyle non capisse la pazienza di questi verso gli umani, era un altro motivo per cui lo amava. Si può vedere dalla sua disperazione nel vederlo pietrificato durante la notte. Nonostante i due siano ora nemici spesso la gargoyle dimostra di nutrire ancora dei sentimenti per Golia e viceversa; tuttavia entrambi negano l'evidenza.
Il vero motivo del suo odio verso Elisa Maza, come fatto notare da Puck, non è la sola appartenenza alla razza umana, ma la gelosia provata per il rapporto della donna con Golia. Le due hanno un rapporto di rivalità e di odio reciproco che sfocia spesso in zuffe, e nonostante in teoria Dèmona sia fisicamente superiore ad Elisa, ogni qualvolta si affrontano si trovano a combattere ad armi pari, o per via dell'incantesimo che tramuta Dèmona in umana, o per quello che tramuta brevemente Elisa in gargoyle. Nel quinto episodio della seconda serie lo specchio la stessa Dèmona afferma esasperata "cosa devo fare per distruggerti!?" rivolta ad Elisa.
Dèmona ha molto rispetto per il suo vecchio maestro Hudson, sebbene ufficialmente non sia chiaro se questi l'abbia o meno addestrata, tuttavia alcuni dettagli fanno supporre che sia così; (Hudson le si rivolge come "ragazza mia", l'unico altro che chiama "ragazzo mio" è il suo allievo Golia). Dèmona non mostra mai esplicitamente il rispetto o la gratitudine per il vecchio gargoyle e spesso lo definisce come un "vecchio pazzo" ma gli si appella come "vecchio soldato", dimostrando di nutrire molta stima per le abilità militari di lui.
Era estremamente ben voluta dagli altri membri del clan come Broadway, Brooklyn, Lexington e perfino il cane Bronx. Tuttavia ora che sono nemici i loro rapporti si sono deteriorati, soprattutto quello con Brooklyn, che rifiuta categoricamente ogni altra collaborazione con lei.
In passato aveva una grande stima per Macbeth, ricambiata al punto che i due hanno unito le loro vite; tuttavia ora il loro rapporto è di puro odio ed assoluto disprezzo; tanto che l'uomo indosserà perfino la maschera del cacciatore per cercare di ucciderla. Nonostante la morte dell'uno sia anche la morte dell'altro i due si dimostrano spesso disposti ad uccidersi a vicenda.
Rispetta anche Xanatos, sebbene il loro rapporto sia più simile ad una sopportazione reciproca.
Il rapporto con la figlia Angela è complicato e burrascoso, la fanciulla non appoggia i comportamenti criminali della madre, la quale non vede di buon occhio ciò che Golia ha insegnato alla figlia ed il rispetto che questa ha per gli umani, tuttavia non c'è persona al mondo che ami più di sua figlia e ciò è ben visibile nonostante a volte faccia fatica a manifestarlo. Per questa ragione Angela ha sempre perdonato la madre nonostante tutte le delusioni che le ha provocato. Inoltre la ragazza ha preso molte più caratteristiche fisiche dalla madre che dal padre, ed è molto simile a Dèmona quando era giovane; questo fa sì che le due condividano una non indiscreta somiglianza.
Fisicamente Dèmona è alta, slanciata, atletica e di aspetto attraente; ha folti capelli rossi e mossi, lineamenti delicati e occhi scuri dallo sguardo diabolico e penetrante ma in grado di trasmettere anche dolcezza, fascino, bellezza e tenerezza. Come tutti gli altri gargoyles, ha un design che rimanda a quello classico dei demoni: il suo modo di muoversi, la teatralità delle sue apparizioni, la violenza fredda ed impassibile mostrata in battaglia, il sinistro modo in cui scompare nell'ombra e le espressioni feroci che assume quando è in preda all'ira infatti le danno un'aria sinistra e terrificante che la avvicina molto ad una vampira da film horror. Per quanto riguarda il suo vestiario, Dèmona indossa un anello alla caviglia destra ed un bracciale al braccio sinistro, è vestita con della semplice tela che copre le sue nudità e sul capo porta un diadema dorato, ma nei rari momenti in cui la si è vista senza si è potuto vedere che ha due piccole corna sui lati della fronte identiche a quelle della figlia. La pigmentazione della sua pelle è azzurra e come tutte le gargoyle femmine la luminescenza dei suoi occhi è rossa, anziché bianca.

## Biografia del personaggio

### Infanzia
Nasce in Scozia nel clan di gargoyle del castello Wywern all'incirca nel 938 d.C.
Fin da cucciola si dimostrò molto più forte, abile ed intelligente di tutti gli altri gargoyle del clan, inclusi i maschi e questo la rese già da giovanissima molto stimata dai suoi simili, e maltrattata dagli uomini; soprattutto a causa della luce rossa emessa dai suoi occhi, che la rendeva ancora più spaventosa di un normale gargoyle agli occhi degli umani. Suo mentore e protettore dalle loro angherie fu il capoclan (il futuro Hudson) che prese sotto la sua ala la bambina e ne fu maestro (sebbene ciò non sia del tutto certo).
Crescendo divenne una gargoyle molto attraente, forte e sicura di sé e gli umani smisero di infastidirla e cominciarono seriamente a temerla; nonostante la sua infanzia la spingesse a non farsi mai mettere i piedi in testa da nessuno, servì con onore le cause del suo clan e difese il castello Wyvern.
La fanciulla seppur fredda con gli uomini non era affatto così con i suoi simili ma, anzi si comportava con estrema dolcezza e generosità ed era molto ben voluta nel clan.
Più o meno in questo periodo conobbe Golia; l'unico gargoyle in grado di tenerle testa e l'unico nel clan a possedere un nome (è anche possibile che i due siano cresciuti insieme e siano stati addestrati entrambi da Hudson) Il rapporto tra i due si evolse in fretta dall'amicizia all'amore, fino a divenire "compagni per la vita" (l'equivalente di un matrimonio per i gargoyle).
Quando nel 984 d.C., il vecchio capoclan si ritirò in pensione, designò Golia come suo successore e questi a sua volta elesse la sua compagna come sua seconda in comando, in quanto guerriera migliore del clan dopo di lui.

### Decimo secolo
Più o meno intorno al 986-987 d.C., il principe Malcolm (l'unico amico dei gargoyle all'interno del castello assieme al capo delle guardie) morì, ed il suo posto sul trono lo prese la spocchiosa principessa Catherine, la quale trattava le creature con disprezzo nonostante il loro prezioso e continuo aiuto; in questo periodo, proprio a causa dell'atteggiamento degli umani, la gargoyle iniziò a maturare il suo rapporto di rabbia in odio e diverrà via via più aggressiva con gli umani; senza però aggredire fisicamente mai nessuno e mantenendo sempre un certo controllo.
Per breve tempo lavorò come apprendista per l'Arcimago; poiché affascinata dalla magia, ma l'uomo la trattava come un animale e lei, senza mai reagire subì tutti i suoi colpi finché, non potendone più lo abbandonò.
Poco tempo dopo, dal suo amore per Golia, essa diede alla luce un uovo (da cui in futuro sarebbe nata Angela).
Nel 994 d.C., stanca del pregiudizio degli umani e desiderosa di riprendere in mano il castello per crescere sua figlia in un ambiente migliore, si alleò con il capitano delle guardie e progettò un'alleanza con i vichinghi, loro avrebbero permesso agli uomini di Hakon di invadere il castello e di rapire i suoi abitanti; in questo modo se ne sarebbero liberati. Era tuttavia necessario convincere Golia (non al corrente del piano) a portare tutti i gargoyle fuori dal castello in ricognizione la notte precedente l'attacco dei vichinghi; tuttavia il gargoyle insistette per andare da solo portando con sé solo il suo vecchio maestro; a questo punto la gargoyle preoccupata si rivolse al capitano delle guardie, il quale le disse che era ancora tutto sotto controllo e che avrebbe difeso lui i gargoyle dai vichinghi.
Tuttavia Demona non si fidò e quella notte, dopo la partenza di Golia e del vecchio capoclan uscì dal castello a sua volta e si instaurò sulla spiaggia dove fu pietrificata dalla luce del sole, in questo modo sopravvisse all'attacco al castello lasciando però i suoi fratelli e sorelle di nido al loro destino, nonostante poco prima di partire pensò di avvertire il resto del clan del suo piano, ma cambiò idea temendo che avessero potuto sospettare di tradimento.
Quando si svegliò dal suo stato di pietrificazione e tornò al castello scoprì che il suo clan era stato sterminato con l'eccezione di sei membri, i quali erano stati tramutati in pietra dal Magus; tra questi c'era il suo compagno: Golia; dopo aver lasciato un ultimo bacio sulle fredde labbra pietrificate del suo grande amore, in lacrime la gargoyle lasciò il castello che le aveva fatto da casa, pervasa dall'ira e dalla sete di vendetta verso coloro che riteneva responsabili di tutti i suoi problemi: gli umani.
La gargoyle si troverà sola ed infuriata con il mondo a fare la vita della vagabonda, un giorno viene trovata a rubare provviste in un granaio dal giovane stalliere Gillecomgain e in preda alla rabbia lo sfigura con i suoi artigli.
Da allora il giovane diverrà Il Cacciatore (il primo di una lunga serie), mercenario ed assassino, mosso soprattutto dal desiderio di vendetta verso "il demone" che l'ha sfigurato e il resto della sua specie.

### Attraverso il millennio
Nel 1020, Dèmona, si è messa a capo di un gruppo di gargoyle sopravvissuti; gli ultimi della specie. I quali sono però tormentati dal Cacciatore, e sono continuamente costretti a fuggire ed a nascondersi in posti mai del tutto sicuri finché il loro nemico è in giro. La gargoyle, impiega tutta la sua forza di volontà per affrontare il nemico e guidare gli ultimi della sua specie, ma la caccia sfrenata e la vecchiaia che avanza la stanno progressivamente esasperando ed indebolendo.
Una sera viene avvicinata dalle tre Strane Sorelle, le quali le rivelano che il Cacciatore ha una nuova preda al castello di Moray, le tre le consigliano di fare un'alleanza con gli umani abitanti il castello, ma essa parte in prossimità del castello al solo scopo di uccidere il Cacciatore, non essendo più interessata a fare nessun patto con gli umani.
Arrivata sul posto vede il cacciatore uccidere il re di Scozia, padre del giovane Macbeth, il quale gli si erge contro con coraggio, solo l'intervento della gargoyle lo salva dalla morte; al momento di confrontarsi col suo nemico però, dimostrando di non aver perso la sua bontà d'animo nonostante tutto, preferisce correre in soccorso di Macbeth e della giovane Groudge, salvandoli dal baratro. In seguito però, fugge senza farsi nemmeno ringraziare.
Nel 1032, continua a difendere gli ultimi sopravvissuti della sua specie dal potente nemico, il quale nel frattempo è stato eletto Lord ed ha sposato Grouch contro la di lei volontà, con grande disappunto di Macbeth. Qui entrano in gioco nuovamente le Strane Sorelle, che rivelano alla gargoyle, la vera identità del Cacciatore, cercando nuovamente di convincerla ad allearsi con Macbeth di Moray (il quale nel frattempo ha scoperto Lord Gillecomgain essere non solo il ladro della sua amata, ma anche l'assassino di suo padre); ancora per nulla interessata ad allearsi con gli umani, l'azzurra creatura della notte rifiuta e si dirige verso il clan Moray con l'intento di abbattere il suo nemico, durante la battaglia, combattuta al fianco di Macbeth che ha il suo stesso obbiettivo, essa smaschera il Cacciatore e rivela di non ricordarsi di averlo sfigurato, in seguito cade dal parapetto del castello assieme a lui e, mentre Gillecomgain si sfracella al suolo, lei viene soccorsa da Macbeth, dopo averlo ringraziato però, se ne andrà senza allearsi con lui come consigliatole dalle tre.
Nel 1040, ormai vecchia e con i capelli ingrigiti, è ancora tormentata da un secondo cacciatore che, stavolta non ha più la forza di affrontare per via della vecchiaia; il nuovo cacciatore è Duncan, re di Scozia, il quale ha iniziato una guerra con Macbeth temendo che questi voglia prendergli il trono.
Una sera, mentre si trova nelle lande alla ricerca delle Strane Sorelle per chiedere il loro consiglio si imbatte in Macbeth, venuto in sua ricerca per chiedergli di allearsi nuovamente contro il loro futuro nemico, l'uomo le offre protezione per lei e per tutto il suo clan in cambio del loro aiuto in guerra; la gargoyle è tentata ma ammette di non fidarsi; ed allora arrivano le tre Strane Sorelle, le quali chiedono ai due ciò che sarebbero disposti a dare, il primo risponde "tutto pur di proteggere la mia famiglia" la seconda rivuole indietro la sua antica giovinezza per poter guidare il suo clan; le tre fanno dunque in modo che la giovinezza dell'uomo vada alla gargoyle e legano assieme le loro vite come segno del nuovo patto tra le due razze (nonostante loro non lo sappiano questo faceva parte di un piano precedentemente deciso dall'Arcimago con l'aiuto delle tre streghe).
(La formula dell'immortalità delle Strane Sorelle)
Dopo di questo patto i due e i rispettivi eserciti coopereranno per sconfiggere il nuovo Cacciatore; durante una battaglia Macbeth osservando la violenza della gargoyle le dirà "tu combatti proprio come un Demone", da lì deriva il nome Dèmona (diavolessa). In seguito alla vittoria Dèmona diverrà la consigliera di Macbeth, ora re di Scozia. I due inoltre esilieranno a Londra il giovane Canmore, figlio di Duncan, che prima di andarsene raccoglierà la maschera del padre.
Negli anni i due divengono grandi amici e Dèmona recupera la serenità perduta anni prima.
Nel 1057, Le truppe inglesi marciano verso la Scozia guidate da un terzo cacciatore (che altri non è che Canmore) ma grazie all'unione di forze tra umani e gargoyle, verranno ripetutamente sconfitte. Tuttavia i consiglieri di Macbeth lo esorteranno più volte a consegnare i gargoyle agli inglesi per raggiungere un accordo di pace. Sentito ciò di nascosto, Dèmona andrà su tutte le furie e lo tradirà alleandosi con gli inglesi e condannando il suo regno; durante la fuga dell'uomo poi, lo raggiungerà rivelando i motivi del suo gesto; sopraggiunge Canmore, che uccide Macbeth davanti agli occhi della sposa Grudge condannando anche Dèmona. Dopo che il cacciatore si è allontanato però, i due resuscitano e Dèmona fugge via; le Strane Sorelle spiegano allora che nessuno dei due morirà se non ucciso dall'altro. Dèmona e Macbeth sono immortali.
In seguito Dèmona scoprirà che Canmore l'ha tradita ed ha ucciso gli ultimi membri della sua specie durante il giorno.
La gargoyle porterà avanti la sua vendetta verso il terzo cacciatore e probabilmente fu il motivo della sua morte, dato che dopo di lui ne sorsero di nuovi, che, da allora porteranno cognome Canmore.
Non si hanno molte notizie di ciò che fece Demona durante i secoli che seguirono, ma è molto probabile che abbia assistito a grandi eventi storici importanti, incluse molto probabilmente le due guerre mondiali; si sa che ha visto l'opera di William Shakespeare basata sulla storia di Macbeth giudicandola come una "poetica punizione". Nel corso dei secoli l'odiò verso gli umani aumentò ulteriormente specialmente dopo essere stata testimone degli avvenimenti più terribili della storia come, sicuramente, l'Olocausto, portando quindi avanti progetti di morte e distruzione verso tutta la razza degli umani e meditandone lo sterminio.
Nel frattempo era braccata sia da Macbeth che dai cacciatori: nel 1495, a Firenze si batté con un altro cacciatore che per la prima volta l'attaccò con delle armi sofisticate e tecnologiche (simili alle macchine di Leonardo da Vinci) e per poco non la uccise; fortunatamente riuscì a fuggire nuotando.
Nel 1920, a Parigi in Francia, affrontò un altro Cacciatore per la prima volta, una donna: Fiona Canmore. Aiutata da "la squadra di Atlantide", fermò Demona che aveva intenzione di utilizzare "il gargoyle in preghiera" per dare vita alle statue di gargoyle di Notre Dame e sterminare gli abitanti di Parigi. Nello scontro la statuetta venne distrutta ma Demona riuscì a fuggire.
Nel 1980, incontrò un nuovo cacciatore Charles Canmore nella medesima città e lo uccise di fronte ai suoi tre figli; Jason, Robin e John. I quali le giurarono vendetta.

### Prima serie
Nel 1994, Dèmona viene avvicinata da un miliardario di nome David Xanatos, il quale avendo letto il Grimorum Arcanorum, conosce la sua storia e le rivela di essere interessato a risvegliare i suoi antichi compagni; dunque i due si mettono in società; Xanatos fa smontare pezzo per pezzo il vecchio castello Wyvern e lo fa portare a Manhattan sul suo grattacielo, in questo modo effettivamente Golia, Hudson, Broadway, Brooklyn, Lexington e il cane Bronx si risvegliano dal loro sonno millenario e lei si ricongiunge ai suoi vecchi compagni; manipolerà dunque gli ultimi membri del suo clan assieme a Xanatos per svolgere sabotaggio industriale ai danni di numerose altre compagnie rivali.
Lei e Golia cercheranno di riallacciare la loro vecchia relazione, ma il gargoyle si rende conto del cambiamento della compagna, e questo li porterà a diverse discussioni, finché il clan, cui Elisa Maza ha aperto gli occhi su Xanatos e le sue attività criminali, si rifiuterà di appoggiare la sua vendetta ed allora lei diverrà loro nemica; nello scontro che segue con Golia, essa rivela quanto fatto anni prima al castello Wywern e di essere dunque la responsabile; il seguito per causa dell'intromissione di Elisa lei fa partire un raggio da un bazooka e fa crollare la torre su cui discutono, Golia riesce a recuperare Elisa ma Dèmona precipita dal grattacielo.
Da allora inizierà ad odiare Elisa Maza più di qualsiasi altro essere umano.
Si scoprirà in seguito essere sopravvissuta, ed utilizzerà i poteri del Grimorum Arcanorum (sottratto con la complicità del raggirato Brooklyn) per controllare la mente di Golia; fortunatamente per il gargoyle, Brooklyn sottrarrà il libro a Dèmona e lo riporterà alla normalità.
In seguito si alleerà nuovamente con Xanatos per riportare in vita Pietrafredda (un gargoyle perito nel massacro del castello Wywern), con un misto di magia e tecnologia, creando così un androide-gargoyle completamente (o quasi) al loro servizio, sfortunatamente nello scontro con il mostro, il clan di Manhattan farà tornare la memoria a Pietrafredda rivelandole che il vero responsabile della loro catastrofe è proprio Dèmona; in questo modo il gargoyle le si erge contro. Fortunatamente riesce di nuovo a fuggire giurando vendetta.

### Seconda serie
Nella seconda serie, Dèmona ruberà uno specchio da un museo, l'oggetto che in realtà è appartenente a Titania è un potente mezzo magico con cui la gargoyle evoca l'elfo Puck e gli estorce diversi favori per distruggere l'umanità; l'elfo tuttavia non può esaudire un desiderio così grande ed allora Dèmona le ordina di distruggere solo Elisa Maza; apostrofandola come "quell'umana"; Puck le farà notare il suo odio innaturale per la donna chiedendole se ha detto "Quell' umana" o "Quell'umana"; vedendo la furia della gargoyle però obbedirà, ma a modo tutto suo e dunque Elisa viene tramutata in una gargoyle. L'elfo dice di aver eseguito l'ordine e Dèmona, ignara di ciò che dice gli chiederà allora di fare lo stesso a tutti gli altri umani della città; con il risultato che tutti gli uomini, donne e bambini di Manhattan vengono mutati in gargoyle. Accortasene Dèmona ordina di ritramutarli in umani, ed allora l'elfo trasforma Golia e il suo clan in umani; dopo lo scontro che ne segue tuttavia il clan di Manhattan ordina a Puck di rimettere tutto a posto e così viene fatto.
Infine l'elfo sparisce con Dèmona e, tornato alla casa di questa le chiede entusiasta cosa desidera fargli fare ora; la gargoyle furiosa lo caccia in malo modo e l'elfo per ripicca se ne andrà esaudendo (per così dire) il suo più grande desiderio: non essere di pietra durante il giorno.
(L'incantesimo di Puck a Dèmona)
Al mattino Demona può constatare di essere sveglia e non di pietra; soddisfatta si specchia e alla vista del suo riflesso inorridisce: l'incantesimo del folletto la rende umana durante il giorno e, dunque simile alle creature da lei disprezzate.
Dèmona verrà invitata al matrimonio di Xanatos e Volpe; qui, sfruttando la Porta della Fenice, tornerà indietro nel tempo ed incontrerà una se stessa più giovane. Abbiamo così modo di scoprire che fu quest'incontro oltre che la supponenza di Catherine a far nascere in lei l'odio per gli umani.
In seguito raggirerà Xanatos e si servirà della sua rete per trasmettere un incantesimo in diretta televisiva e pietrificare tutti gli esseri umani della città; i suoi piani vengono però sventati dal clan di Manhattan, dallo stesso Xanatos e da Macbeth, tornato per vendicarsi; tuttavia riuscirà a fuggire assieme all'uomo aiutata dalle Strane Sorelle.
In seguito sotto l'influenza magica delle tre coopererà con l'ex alleato per sottrarre il Grimorum, l'occhio di Odino e la Porta della Fenice dal rifugio dei gargoyle.
Sempre su controllo mentale obbedirà agli ordini dell'Arcimago e delle Strane Sorelle combattendo Golia e gli altri gargoyle superstiti su Avalon
Inizialmente la sua nuova condizione di mezza-umana-mezza-gargoyle, sarà solo motivo di noie ed imbarazzo ma poi, riuscirà a comprenderne i vantaggi; difatti grazie a questa condizione, ai soldi racimolati nei secoli e all'alias di Dominique Destine; essa fonda una potente società nota come Nightstone Unlimited diventando una potente donna d'affari.
In seguito incontrerà a Parigi Ailog, clone di Golia, e si metteranno insieme; con il suo aiuto, riuscirà ad avvicinarsi a Macbeth (che non ha idea si tratti di Demona) ed iniziare una relazione con lui, la quale la condurrà all'altare; qui il piano era di far sparire Macbeth e tenerlo prigioniero per dare la notizia della sua morte e rubare la sua fortuna; qui viene rivelato che Ailog in realtà voleva che i due si uccidessero entrambi al fine di entrare in possesso di tutto; quando i piani vengono nuovamente ostacolati da Golia; Ailog la porta via prima che possa scoprire il suo tradimento.
Dunque ancora in collaborazione con lui creerà altri cloni del clan di Manhattan; e questa volta; grazie all'intervento di Golia e della riscoperta figlia Angela, scoprirà il doppio gioco di Ailog e lo combatterà rimanendo bloccata nell'incendio in cui si presume sia morta, assieme al clone.
In realtà è ovviamente sopravvissuta.
Servendosi dell'aiuto di Anton Sevarius creerà un potentissimo virus capace di provocare l'estinzione dell'intera razza umana; i suoi piani vengono però infranti non solo da Golia e dal suo clan, ma anche dai Cacciatori; ovvero i tre bambini, figli di Charles Canmore, ora divenuti adulti; Demona con astuzia farà sì che i suoi oppositori si scontrino tra di loro in modo da poter attuare il suo piano; tuttavia, fallirà grazie a Golia che distruggerà la statuetta del gargoyle in preghiera e le sottrarrà il campione del virus. La gargoyle sarà poi costretta alla fuga.

### The Goliath Chronicles (Non canonica)
Nella terza stagione, quando l'esistenza dei gargoyle diviene di dominio pubblico e l'ex Cacciatore John Castaway creerà il KKK anti-gargoyle, Dèmona sarà braccata come chiunque altro della sua specie; e dunque non avrà il tempo di ordire altri piani contro il clan di Manhattan.
È probabile che Dèmona sia riuscita a sfuggire ai cacciatori legalizzati grazie al suo alter ego Dominique Destine.
Nella terza serie la donna riallaccerà i rapporti con la figlia Angela e le due si vedranno spesso di nascosto senza che il padre lo sappia, infine, quando lui lo scoprirà disapproverà tali incontri segreti; ma infine, i due genitori appianeranno le loro divergenze per il bene della loro figlia.
Dèmona si rivelerà ovviamente essere ancora una criminale, ma Angela, conscia dell'affetto che la madre nutre verso di lei, riuscirà sempre a perdonarla.
Alla fine della serie, gli umani accettano comunemente i gargoyle non come mostri ma come protettori della notte; e tutti i gargoyle del mondo tornano a vivere in pace con gli esseri umani.
Tuttavia non ci è dato sapere se sia così anche per Dèmona o come essa abbia reagito alla notizia.

### I fumetti prodotti dalla SLG
Mentre infuria la battaglia tra il clan di Manhattan e il clan dei cloni nel grattacielo di Xanatos, Demona ritorna alla chiesa di San Damiano, dove si era tenuto alla fine della seconda serie lo scontro finale tra il clan di Manhattan e i cacciatori di gargoyle, per recuperare un cristallo che era racchiuso nella statuetta del gargoyle in preghiera, e che Golia ha distrutto rovinando il piano di distruzione dell'umanità.
È evidente che Demona sta architettando un piano migliore per sterminare gli umani una volta per tutte.
Nel frattempo in Gargoyles Clan Building Volume 2, viene narrato cosa lei fece durante i tre episodi di Avalon. Innanzitutto Brooklyn, a causa del portale della Fenice è stato catapultato nel 997 d.C., due anni dopo il massacro dei gargoyle al castello Wyvern. Il giovane gargoyle incontra Mary e Finella, che lo informano della guerra scoppiata tra Kenneth III, il cugino della principessa Kathrine, e Costantine, che ha ucciso il precedente re, Kenneth I usurpandone il trono. Intanto si allea, a malincuore, con Demona che nel frattempo è a capo dell'ultimo clan dei gargoyle in Scozia, contro Gillcomgain, il primo cacciatore di gargoyle.
Nel frattempo è in corso una furiosa guerra civile tra Kenneth III, cugino della principessa Catherine, e Costantine che ha ucciso il precedente re usurpandone il trono. Brooklyn convince Demona a guidare il clan contro Costantine, dato che aiuta Gillcomgain per la contesa del trono e in cambio è aiutato nella caccia a i gargoyle. In una sola notte si consuma una sanguinosa battaglia che vedrà alla fine la sconfitta e la morte di Costantine per mano di Kenneth III grazie anche ai gargoyle.
Poco tempo dopo Brooklyn insieme a Mary e Finella in possesso del Grimorum Arcanorum, se ne andranno in un altro tempo grazie al portale della Fenice.
In futuro Demona proverà a convincere Fuocofreddo, dato che in gioventù erano molto amiche, ad unirsi a lei ma rifiuterà. Così anche colei che era la sua migliore amica diventerà una dei suoi tanti nemici.

## Poteri e abilità
Da gargoyle:
Dèmona dispone di forza, resistenza e agilità sovrumane come tutti gli esponenti della sua specie; è in grado di sfondare una porta di metallo a spallate, abbattere un muro di pietra a pugni, perforare l'acciaio con gli artigli e scaraventare un essere umano a centinaia di metri di distanza, può pareggiare la velocità di un felino in un percorso rettilineo e per abbatterla ci vogliono come minimo quattro uomini armati. È estremamente resistente ai sedativi e al dolore ed è capace di affrontare anche più avversari alla volta con una destrezza incredibile.
Dèmona possiede due grandi ali simili a quelle dei pipistrelli, la cui apertura è perfino maggiore a quella di un'aquila reale; il che non vuol dire che possa volare, anzi, la sua specie non può "volare" come lo intendono gli umani ma possono solo planare sulle correnti d'aria, soprattutto se ascensionali.
Ciò nonostante non si fanno trasportare dal vento, ma una volta sospesi possono direzionare il loro andamento spostando il loro baricentro o sbattendo le ali.
Grazie al patto stipulato con Macbeth usando la magia delle Strane Sorelle, Dèmona è virtualmente immortale; le tre streghe spiegano che "se uno dei due muore anche l'altro muore...ma se uno dei due vive anche l'altro vive" quindi i due non possono essere uccisi da un estraneo ma soltanto vicendevolmente, poiché se a ucciderli è un'altra persona essi ritornerebbero in vita in quanto al momento della morte dell'uno l'altro era vivo; invece se si uccidono a vicenda sono definitivamente morti.
Il loro legame impone che il dolore sia condiviso, ma solo se si trovano molto vicini tra loro: ad esempio se si trovano nella stessa stanza e Macbeth viene colpito o ferito, Dèmona sente il suo stesso dolore, nello stesso punto e con la medesima intensità e viceversa se a essere colpita o ferita è lei.
Dèmona, tramite gli insegnamenti elargiti dall'Arcimago mentre era sua apprendista ha una discreta, per quanto esigua conoscenza della magia e parecchio spesso usa delle formule magiche e dei potenti incantesimi, ma sempre con l'ausilio del Grimorum o di un qualche altro libro o strumento magico.
Dèmona conosce un numero illimitato di lingue straniere e, grazie alla sua longevità possiede una cultura ed una conoscenza pressoché illimitate, ad esempio sa leggere caratteri di lingue morte; ha le nozioni di base necessarie per effettuare una clonazione (umana o gargoyle), comprende con facilità la costituzione di qualunque sostanza chimica ed è esperta di computer ed Hackering, sa guidare qualunque tipo di vettura ed è capace di usare qualunque tipo di arma balistica, che sia da taglio, da fuoco o a laser con estrema facilità.
Da umana:
Di norma durante il giorno il corpo dei gargoyle è pietrificato e si trovano in uno stato simile al sonno per un umano; Dèmona tuttavia, può arginare questo limite grazie ad un sortilegio fatto dall'elfo Puck; il quale durante il giorno la tramuta non in pietra ma in una donna umana.
Tuttavia Dèmona non perde nessuno dei vantaggi della pietrificazione; infatti la mutazione da gargoyle a umana e da umana a gargoyle le consente ugualmente di riprendersi da ferite e stordimenti; indipendentemente dalle condizioni in cui la gargoyle versa all'alba, sorto il sole è perfettamente ristorata; così come qualunque sia il suo stato al tramonto, calata la notte sarà nuovamente in perfetta forma fisica. Tale processo le permette inoltre (similmente alla pietrificazione per i suoi simili) di fare a meno dell'immenso approccio calorico necessario per il sostentamento della specie (all'incirca tre mucche al giorno secondo Sevarius). Dunque per vivere non avrebbe bisogno né di mangiare né di bere. Inoltre Dèmona non necessita di dormire; difatti la si vede attiva sia di giorno che di notte; e il tutto senza mostrare mai il minimo segno di stanchezza.
La trasformazione da gargoyle a umana (o viceversa) è estremamente breve ma allo stesso tempo dolorosa; tanto che non può fare a meno di contorcersi e rannicchiarsi durante il processo. Il suo aspetto umano è quello di una giovane e bellissima donna di razza caucasica; conserva i tratti somatici e gli stessi capelli rossi che ha nella sua forma originale ma perde ovviamente le ali, la coda, le corna, le orecchie appuntite e le zanne; diviene più bassa e meno muscolosa e guadagna cinque dita sia alle mani che ai piedi.
La mutazione trasforma completamente Dèmona in un essere umano, e quindi la lascia sprovvista di tutti i suoi poteri; durante la fase diurna quindi, essa condivide i limiti e le debolezze di una comune umana ed è completamente indifesa e vulnerabile alle armi della morte.
Le restano ovviamente tutte le sue conoscenze tecniche e magiche e la sua destrezza con le armi; ma la sua abilità di lotta è fortemente ridotta dall'assenza della sua forza abituale per cui, pur restando un'abile combattente diviene troppo debole per poter affrontare più di un avversario alla volta o un altro umano più grosso di lei; e si trova in difficoltà nel combattere con l'odiata Elisa Maza.
La trasformazione sembra influenzare anche la sua psicologia; difatti durante le prime mutazioni, Dèmona era completamente priva di pudore come tipico della sua razza e non si faceva problemi a camminare per strada seminuda; tuttavia a lungo andare incomincerà a provare vergogna ed utilizzerà borsette, vestiti e scarpe.
Da notare inoltre come sia serena e rilassata durante il giorno e divenga più aggressiva al tramonto. In alcune occasioni, anche in forma umana i suoi occhi si illuminano quando è in preda all'ira.